# Jeanne Samary

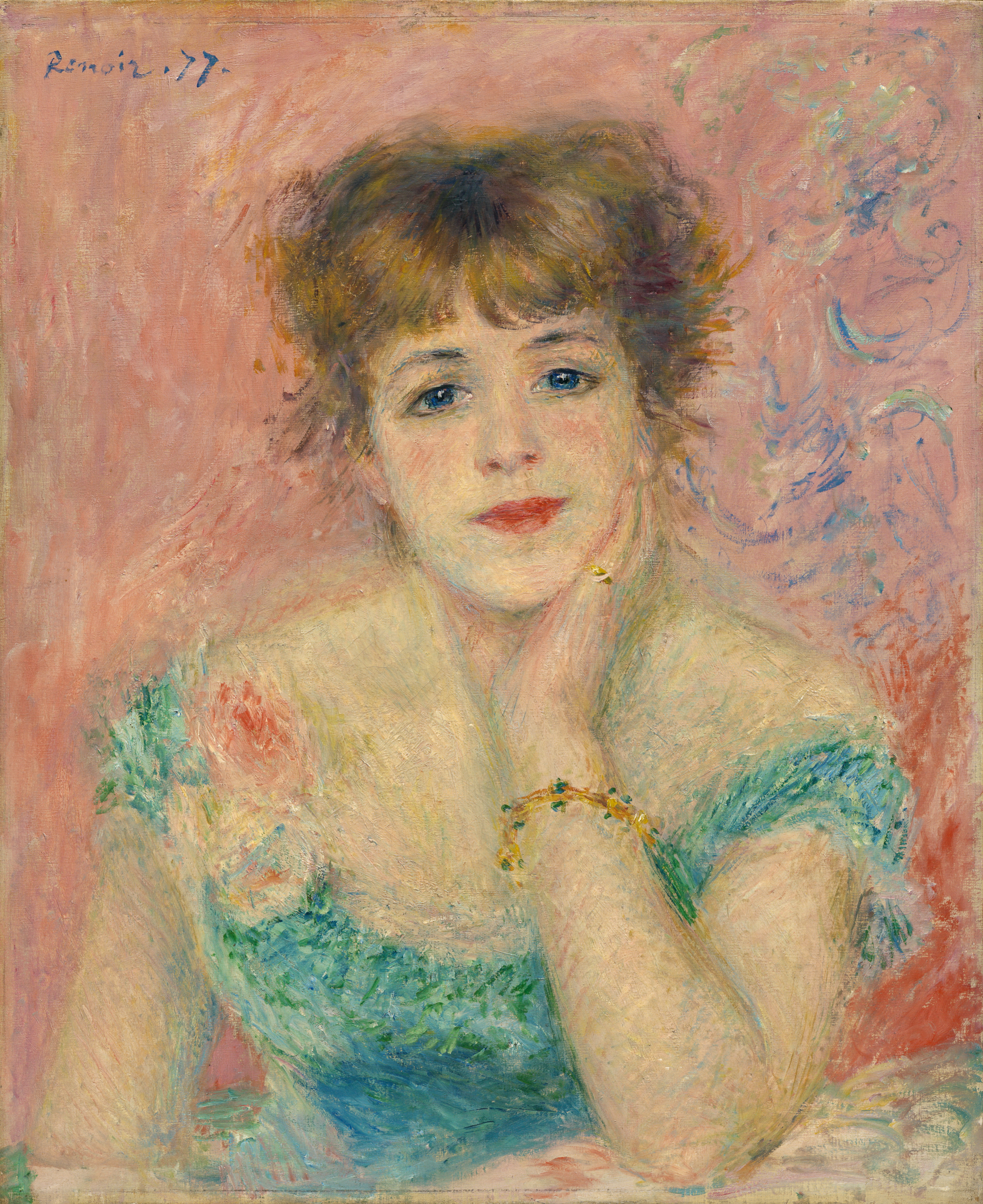
La Rêverie, von Auguste Renoir, 1877, Puschkin-Museum, Moskau

Jeanne Samary (* 4. März 1857 als Léontine Pauline Jeanne Samary in Neuilly-sur-Seine; † 18. September 1890 in Paris) war eine französische Schauspielerin an der Comédie-Française und ein Modell für Auguste Renoir.
Jeanne Samary besuchte 1871–1874 die Pariser Schauspielschule und bestand mit Auszeichnung. Sie wurde im gleichen Jahr Mitglied der Comédie-Française und debütierte am 24. August 1874 als Dorine im  Tartuffe von Molière. Jeanne Samary brillierte in zahlreichen Rollen in dessen Komödien, aber auch in Stücken von Éduard Pailleron (L’Étincelle; La Monde ou l’on s’ennuie). 
Renoir malte sie zwischen 1877 und 1880 rund ein dutzendmal, die Porträtmalerin Louise Abbéma zweimal.

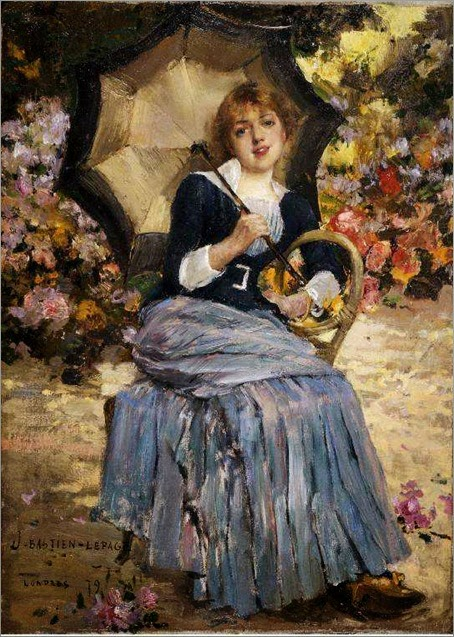
Jules Bastien-Lepage: Porträt von Jeanne Samary
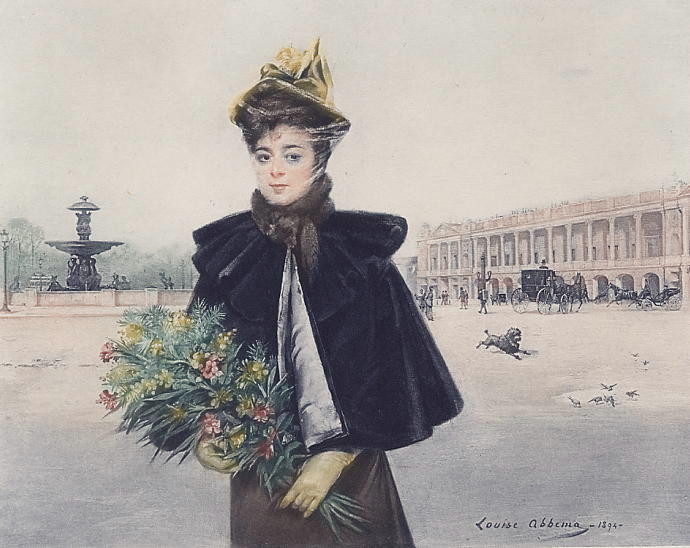
Louise Abbéma: Porträt von Jeanne Samary, Aprilmorgen, Place de la Concorde, Paris, 1894
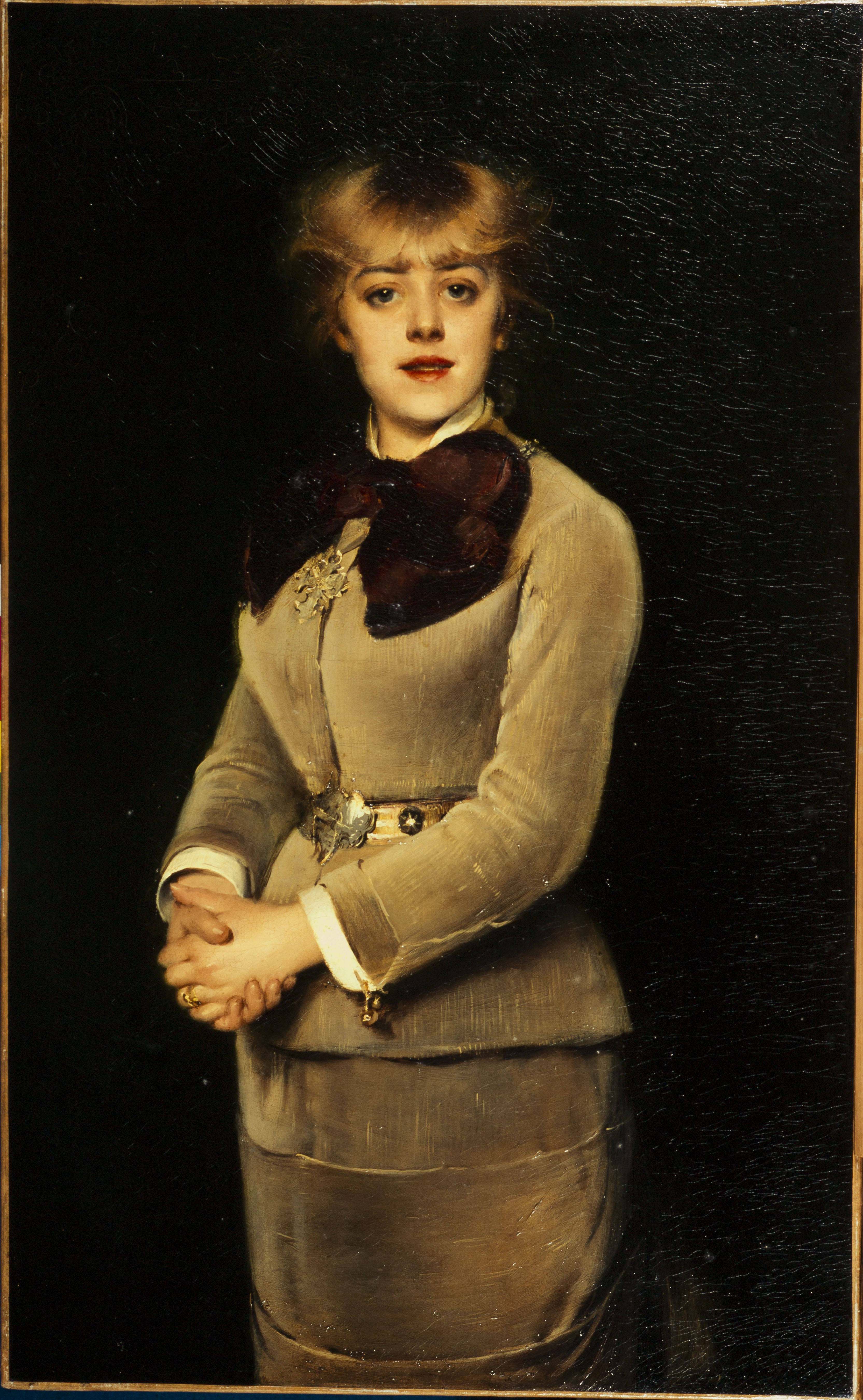
Louise Abbéma: Porträt von Jeanne Samary, 1879

Im Jahr 1882 heiratete sie Paul Lagarde, mit dem sie drei Kinder bekam. Kurz vor ihrem Tod schrieb sie ein Kinderbuch mit dem Titel „Les gourmandises de Charlotte“ für ihre Kinder. Sie starb im Jahr 1890 an Typhus und wurde auf dem Cimetière de Passy beerdigt.